# Блага Алексова
Блага Алексова (на македонска литературна норма: Блага Алексова) е археолог и академик от Република Македония. Наричана е първа дама на археологията на Република Македония.

## Биография
Родена е на 21 януари 1922 година в Тетово, тогава в Югославия. Завършва история на изкуството в Скопския университет. Докторска степен защитава в Университета в Любляна. С интензивна научноизследователска дейност разкирва нови религиозни светилища във Вардарска Македония.
От 1975 до пенсионирането си в 1983 година работи в Института по история на изкуството като професор по средновековна и ранновизантийска археология. Занимава се с проучване на средновековни некрополи, керамица, обичаи и други. Открива старата епископска базилика в Стоби. Провежда археологически дейности в Демир Капия, Баргала, Крупище, Струмица, Полога, Охрид, Преспа, Дойран, Оризари, Стоби, Радолища и други.
Член е на Македонската академия на науките от 1997 година. Става професор в Скопския университет. Автор е на множество изследвания, публикувани в Рапублика Македония и чужбина.
Умира на 12 юли 2007 година в Скопие.